# Virus viêm gan E
Vi-rút viêm gan E, hoặc HEV, là tác nhân gây bệnh viêm gan E. Tên phân loại của nó là Orthohepevirus A.
Gánh nặng nhiễm khuẩn toàn cầu từ hai kiểu gen chính (1 và 2) ước tính khoảng 20 triệu mỗi năm, dẫn đến 70.000 ca tử vong và 3.000 thai chết lưu.
Hạt virus lần đầu tiên được nhìn thấy vào năm 1983, nhưng chỉ được nhân bản phân tử vào năm 1989.

## Gen và hệ protein
HEV có thể được phân loại thành tám kiểu gen khác nhau từ các vùng địa lý khác nhau:genotype 1 (Châu Á), kiểu gen 2 (Châu Phi và Mexico), kiểu gen 3 (Châu Âu và Bắc Mỹ), kiểu gen 4 (Châu Á); kiểu gen 5 và 6 đã được phát hiện trong heo rừng và kiểu gen 7 và 8 ở châu Á.

## Cấu trúc
Các hạt virus có đường kính từ 27 đến 34 nanomet và không bao bọc.

## Phân loại
Trước đây chúng được phân loại trong họ Caliciviridae. Tuy nhiên, hệ gen của chúng gần giống với virus rubella. Chúng hiện được phân loại là thành viên của chi Orthohepevirus trong họ Hepeviridae.